# Solo: A Star Wars Story
Solo: A Star Wars Story, noto anche come Solo, è un film del 2018 diretto da Ron Howard.
Scritto da Jon Kasdan e Lawrence Kasdan, è il secondo film della serie Star Wars Anthology, una serie di film a sé stanti ambientati nell'universo di Guerre stellari, dopo Rogue One: A Star Wars Story. Ambientata dieci anni prima degli eventi di Una nuova speranza e dopo Star Wars: Episodio III - La vendetta dei Sith, la pellicola racconta le vicende del personaggio di Han Solo dall'età di diciannove anni fino ai ventidue.
Nonostante sia stato un flop Il film ha ottenuto una candidatura agli Oscar 2019 per i migliori effetti speciali.

## Trama
I Sindacati del Crimine spadroneggiano nella galassia con l'appoggio dell'Impero Galattico. Il giovane Ian Solo sopravvive per le strade del pianeta Corellia, commettendo furti di vario genere per poter comprare per sé e la sua amata Qi'ra la libertà dalla Signora del Crimine Lady Proxima.
I due vengono scoperti da Lady Proxima a rubare del coassio (materiale prezioso ed esplosivo), e per questo fuggono cercando di lasciare Corellia. Tuttavia Qi'ra viene catturata dai criminali, mentre Ian per fuggire è costretto ad arruolarsi nell'accademia di volo imperiale, promettendo di tornare a salvare Qi'ra. L'ufficiale addetto al reclutamento, in assenza di un cognome, lo arruola col nome di Ian Solo. Tre anni più tardi, Ian è al fronte sul pianeta Mimban nella fanteria imperiale, perché cacciato dall'accademia di volo. Durante una battaglia scopre che uno dei comandanti, Tobias Beckett, in realtà è un ladro di attrezzature, lì insieme al suo equipaggio composto da Val e Rio Durant. Volendo partire con loro, Ian li ricatta minacciando di rivelare la verità, ma l'uomo se ne libera denunciandolo come disertore. Ian viene arrestato e messo in cella con un prigioniero Wookiee di nome Chewbecca. Dopo un'iniziale lotta, conoscendo i rudimenti della sua lingua, Ian si allea con il Wookiee; i due fuggono e rintracciano Beckett poco prima che fugga con la sua nave.
Beckett, Val e Durant hanno un piano per impossessarsi di coassio raffinato. Tutto va bene fino all'intervento di Enfys Nest, un nemico di Beckett. Durant viene ucciso e Val si sacrifica per aiutare Beckett, ma alla fine il coassio viene distrutto da Ian, che durante una manovra molto difficile decide di non rischiare la vita e lascia andare il carico. Beckett spiega a Han che senza quel carico, l'Alba Cremisi lo avrebbe ucciso, e Ian e Chewbecca decidono di aiutarlo. I tre si recano alla base dove Han incontra nuovamente Qi'ra, la quale gli racconta di essere stata salvata da Dryden Vos, membro dell'Alba Cremisi. Quest'ultimo minaccia i tre di ucciderli se non troveranno un modo di recuperare del coassio: Ian propone di rubarne un ingente carico in stato grezzo dalle miniere di Kessel, per poi farlo raffinare. Dryden Vos accetta e manda Qi'ra per controllarli.
Avendo bisogno di una nave molto veloce, la squadra si rivolge all'ex contrabbandiere Lando Calrissian che, dopo aver ingannato Han a una partita a sabacc, in cui il ragazzo voleva vincere la sua nave, decide di aiutarli, con la sua fedele droide L3-37, mettendo a disposizione il Millennium Falcon. L'equipaggio atterra su Kessel con difficoltà, dal momento che esiste solo un varco disponibile poiché il pianeta è circondato da un'impenetrabile nebulosa. Giunti su Kessel scatenano una rivolta che libera gli schiavi e intanto rubano la merce, ma L3-37, il droide di Lando, viene colpita a morte e Lando riesce a salvarne solo la testa, contenente il "cervello". Ian pilota il Falcon poiché Lando è ferito; tracciati da uno star destroyer imperiale che taglia loro l'unica via di fuga, decidono di attraversare la nebulosa. Ritrovatisi in prossimità di un pozzo gravitazionale e ostacolati da una colossale piovra spaziale, installano la memoria di L3-37 sul Falcon come navigatore e usano una goccia di coassio come combustibile per sfuggire all'attrazione del pozzo e scattare a velocità luce.
Giunti sul pianeta Savareen per raffinare il coassio, il gruppo viene catturato dai predoni di Enfys Nest, la quale si rivela in realtà essere a capo di una cellula della nascente Alleanza Ribelle a cui serve il coassio per combattere l'Impero e i Sindacati. Ian si schiera con Enfys Nest, Lando fugge con il Falcon e Beckett se ne va, non volendo subire la vendetta dell'Alba Cremisi. Dryden Vos raggiunge Savareen e Ian escogita un piano per ingannarlo, ma viene tradito da Beckett. Ian tuttavia l'aveva previsto e con Qi'ra e i ribelli tende una trappola ai due. Qi'ra uccide Vos in duello e manda Han a salvare Chewbecca, preso in ostaggio da Beckett, che nel caos era fuggito col carburante. Rimasta sola, Qi'ra contatta il leader dell'Alba Cremisi e incolpa Beckett della morte di Vos e del furto del coassio. Il leader si rivela essere Darth Maul (sopravvissuto al combattimento con Obi-Wan Kenobi), il quale le intima di raggiungerlo subito su Dathomir. Nel frattempo Ian raggiunge Beckett, il quale gli dice che Qi'ra lo ha tradito e ha preso il posto di Vos. Ian non gli crede e lo uccide, ma si ricrede quando vede Qi'ra fuggire con la nave di Vos. Ian cede quasi tutto il carico di coassio all'Alleanza Ribelle, pur rifiutando la proposta di entrare a farne parte.
Più tardi Ian rintraccia e sfida nuovamente Lando a una partita a sabacc, riuscendo a vincere evitando che Lando trucchi ancora la partita e diventando così il legittimo proprietario del Millennium Falcon, con cui riparte con Chewbecca per Tatooine, pianeta su cui Beckett aveva detto esserci un boss interessato ad arruolare abili contrabbandieri.

## Personaggi

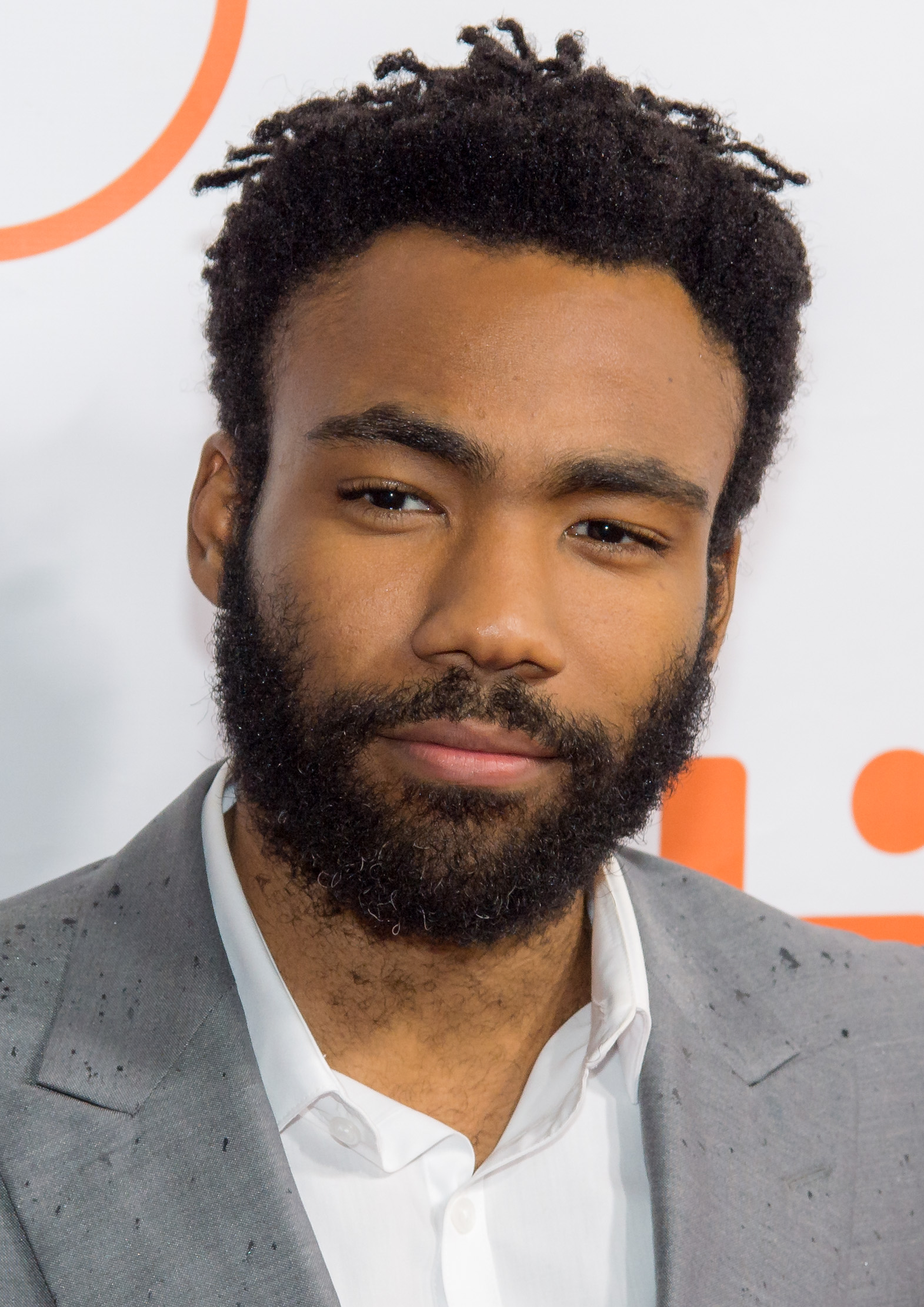
Donald Glover, interprete di Lando Calrissian

- Ian Solo, interpretato da Alden Ehrenreich: un contrabbandiere.[4] Ehrenreich in merito alle origini del cinismo di Han ha dichiarato: "Penso che la differenza principale è che l'Ian che incontriamo in questo film è più un idealista. Ha determinati sogni che segue e osserviamo come viene influenzato quando quei sogni incontrano nuove realtà, realtà che sono più difficili e impegnative di quanto si aspettasse".[5] Harrison Ford, che ha interpretato il personaggio nei film precedenti, ha incontrato Ehrenreich per dargli consigli e suggerimenti per il ruolo.[6][7] Fin da subito sia Lord che Miller avevano le idee chiare sul fatto che Han non dovesse essere una macchietta che imitasse Harrison Ford, ma una figura che evocasse lo spirito che ricordiamo con qualcosa di nuovo e fresco. Per questo i registi hanno discusso con Chris Pine ispirandosi alla sua interpretazione della versione giovane del capitano Kirk, precedentemente interpretato da William Shatner.[8]
- Tobias Beckett, interpretato da Woody Harrelson:[9] criminale e mentore di Han Solo,[10] sarà lui a farlo entrare nella squadra per un grosso colpo.[11] Il personaggio di Becket è basato su Long John Silver de L'isola del tesoro di Robert Louis Stevenson.[12] Per la parte inizialmente era stato preso in considerazione Christian Bale.[13]
- Qi'ra, interpretata da Emilia Clarke:[14][15] donna misteriosa, indipendente e dal forte carisma, è entrata nella vita di Ian Solo quando erano bambini.[11] Clarke ha ritenuto brillante il fatto che tutti i caratteri dei personaggi che Ian incontra nel suo viaggio, quello di Qi'ra in modo particolare, finiscano per influenzarlo, facendolo diventare la canaglia che conosciamo. L'obiettivo è che l'ombra di Qi'ra sia presente in Ian quando lo incontriamo per la prima volta.[16]
- Lando Calrissian, interpretato da Donald Glover: un giovane in ascesa tra la malavita della galassia.[17] Billy Dee Williams, che ha interpretato il personaggio nei film precedenti, ha incontrato Glover per dargli suggerimenti su come calarsi nella parte di Lando.[18]
- Val Beckett, interpretata da Thandie Newton:[19][20] membro della banda di Beckett.[11]
- L3-37, interpretata da Phoebe Waller-Bridge:[19][20] un droide assemblatosi da solo a partire da vari componenti e da altre fonti robotiche; è il navigatore e co-pilota di Lando Calrissian e ha una personalità eccentrica, sensibile al tema dei diritti dei droidi.[11]
- Chewbecca, interpretato da Joonas Suotamo: uno wookiee compagno d'avventure di Ian Solo.[20]
- Dryden Vos, interpretato da Paul Bettany: un signore del crimine.[21] Michael Kenneth Williams era stato originariamente scelto, ma è stato rimosso dal film finale dopo non essere stato in grado di tornare sul set durante le riprese aggiuntive del film al cambio regia. Bettany è stato scelto al suo posto, con il personaggio che è stato rielaborato da un alieno in motion capture, descritto da Williams come mezzo leone di montagna e mezzo umano, a una forma di vita aliena quasi umana sfregiata.[22]

Ian Kenny, Warwick Davis e Clint Howard fanno parte del cast rispettivamente nei ruoli di Rebolt, Weazel e Ralakili, mentre Jon Favreau doppia Rio Durant, un alieno "molto fico e importante", secondo il regista Howard. L'attore Anthony Daniels, noto per aver interpretato C-3PO, appare in un cameo nei panni di Tak, un wookiee amico di Chewbecca. Lo sceneggiatore Jon Kasdan partecipa nel ruolo di Tag Greenley, mentre Ray Park riprende il ruolo di Darth Maul, a cui però presta la voce Sam Witwer, che lo aveva doppiato in The Clone Wars. Inizialmente per Maul era stato richiamato il doppiatore originale Peter Serafinowicz de La minaccia fantasma ma, dopo aver registrato i dialoghi, è stato rimpiazzato con Witwer per una questione di continuità col personaggio. Erin Kellyman interpreta Enfys Nest, capo dei predoni, rivale di Tobias Beckett. Anche Mark Hamill partecipa in un cameo sotto lo pseudonimo di William M. Patrick. Tom Hanks sarebbe dovuto apparire per interpretare un assaltatore ma a causa di conflitti di programmazione l'attore ha dovuto rinunciare. Lo sceneggiatore Jonathan Kasdan e il primo assistente alla regia Toby Hefferman hanno interpretato rispettivamente Tag Greenley e Bink Otauna, due personaggi apparsi per la prima volta nei fumetti di Star Wars Legends, tuttavia la scena non è stata inclusa nel film finito.

## Produzione

### Sviluppo

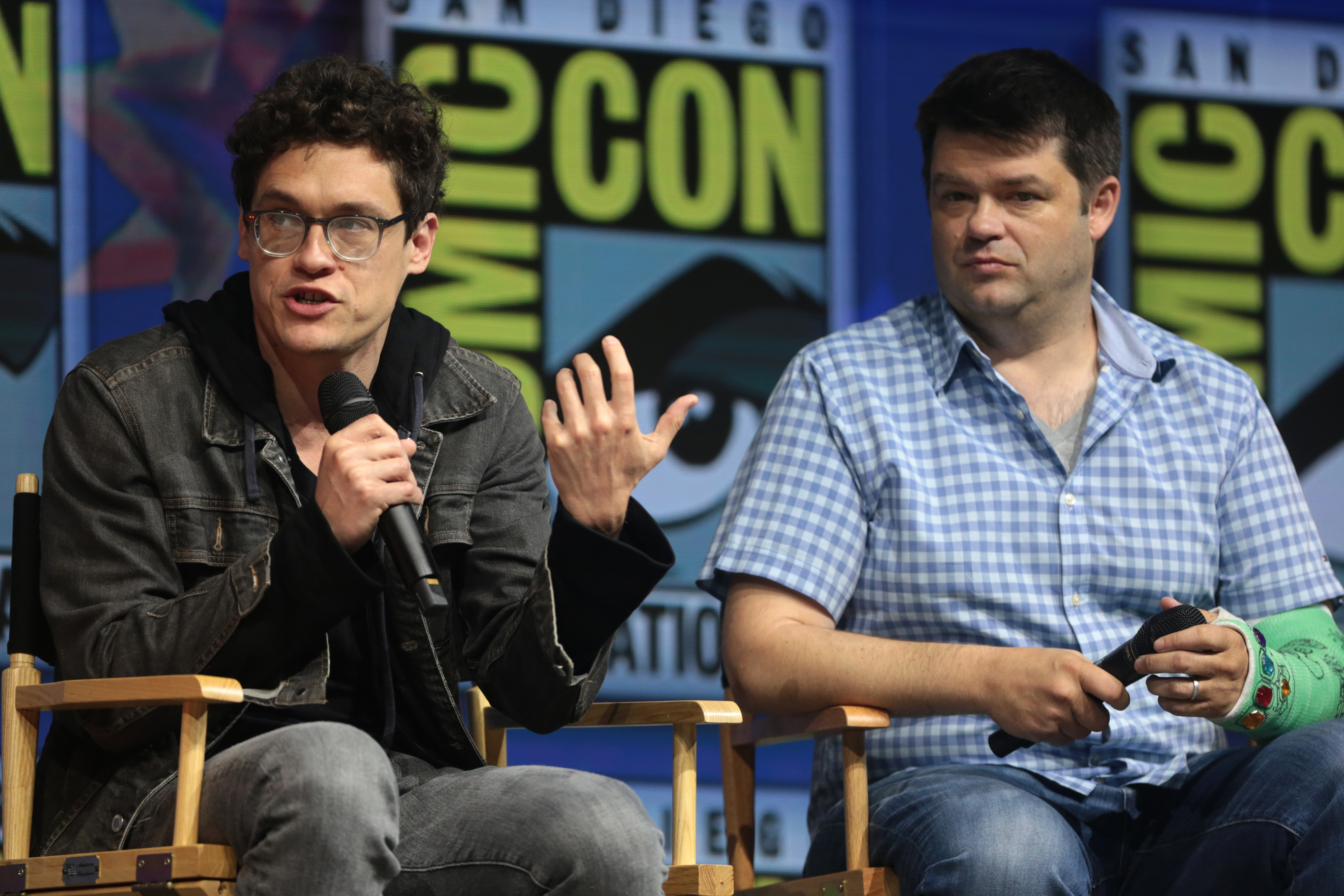
Phil Lord e Christopher Miller, i registi originali del film

Un primo tentativo di far apparire un Han Solo bambino è avvenuto nel 2002 durante la pre-produzione di Star Wars: Episodio III - La vendetta dei Sith, che mostra alcune bozze di un giovane che partecipa alla battaglia su Kashyyyk. Successivamente una serie TV live-action sviluppata ma mai realizzata da George Lucas, intitolata Star Wars: Underworld, avrebbe dovuto introdurre il primo incontro tra Han Solo e Chewbecca e la vincita del Millennium Falcon in una partita a sabacc con Lando Calrissian. Inoltre nel 2012, circa tre settimane prima che la Lucasfilm diventasse proprietà Disney, Lawrence Kasdan ebbe un incontro con Lucas e Kathleen Kennedy per il rilancio del franchise e gli furono presentate nove idee per dei film, ideate e abbozzate da Lucas stesso, che includevano la nuova trilogia sequel e vari spin-off. Ciononostante Kasdan non era sicuro di voler fare altri film anche se, tra quelli a lui mostrati, la storia su Han Solo era quella che lo ispirò di più, così Lucas gli commissionò la sceneggiatura. Tuttavia, quando Lucas vendette la compagnia alla Disney, Kasdan fu chiamato per scrivere la sceneggiatura di Star Wars - Il risveglio della Forza, lasciando allora suo figlio Jonathan Kasdan a scrivere la sceneggiatura del film prima del suo ritorno. Il film sarebbe dovuto uscire dopo Il risveglio della Forza, ma il temporaneo allontanamento di Kasdan portò a sviluppare per primo lo spin-off Rogue One. Come rivelato dagli stessi Kasdan, ciò che convinse veramente a produrre la pellicola è stato un progetto di presentazione di cinque minuti di tempo mostrato dagli sceneggiatori a Bob Iger e Alan Horn in cui veniva illustrato come Han ottiene il suo cognome.
Nel febbraio 2013, Bob Iger, CEO della Walt Disney Company annuncia la produzione di due spin-off della saga di Guerre stellari, scritti rispettivamente da Lawrence Kasdan e Simon Kinberg. Iger ha affermato che l'idea di produrre questi film indipendenti è venuta fuori mentre discuteva con George Lucas sull'acquisizione della Lucasfilm. Il CFO della Disney Jay Rasulo descrive questi film come storie di origini. Kathleen Kennedy, presidente della Lucasfilm, afferma che questi film non sarebbero stati collegati con la trilogia sequel, spiegando:
Nel luglio 2015 la Lucasfilm annuncia che il secondo spin-off sarebbe stato incentrato su "come il giovane Han Solo diventa il contrabbandiere, ladro e il furfante che Luke Skywalker e Obi-Wan Kenobi incontrano nella cantina di Mos Eisley" e fissa la data di uscita al 25 maggio 2018. Phil Lord e Christopher Miller vengono scelti per la regia, mentre Lawrence Kasdan e Jon Kasdan come sceneggiatori del film.
Così come avvenuto in Rogue One, proprio per rimarcare la differenza di stile, il film non presenta i classici crawl di apertura e i wipe, le tendine orizzontali che separano una scena dall'altra, entrambi elementi tipici degli episodi della saga.
Lawrence e Jon Kasdan hanno svelato che le loro fonti d'ispirazione per la scrittura del film sono stati il romanzo L'isola del tesoro e le pellicole Heat - La sfida, Gli spietati, Il grande Lebowski e diversi film dei fratelli Coen come base per la relazione del giovane Han con il mentore Tobias Beckett, passando dall'essere idealista a essere un cinico. Altre fonti essenziali sono stati molti romanzi ormai sotto l'etichetta Star Wars Legends quali The Han Solo Trilogy di Ann Carol Crispin pubblicata dal 1997-98, The Han Solo Adventures del 1979-80 e The Lando Carlissian Adventures del 1983, alle cui cronache lo stesso Lando fa molti riferimenti durante la pellicola.
Il budget del film è stato di 275 milioni di dollari.

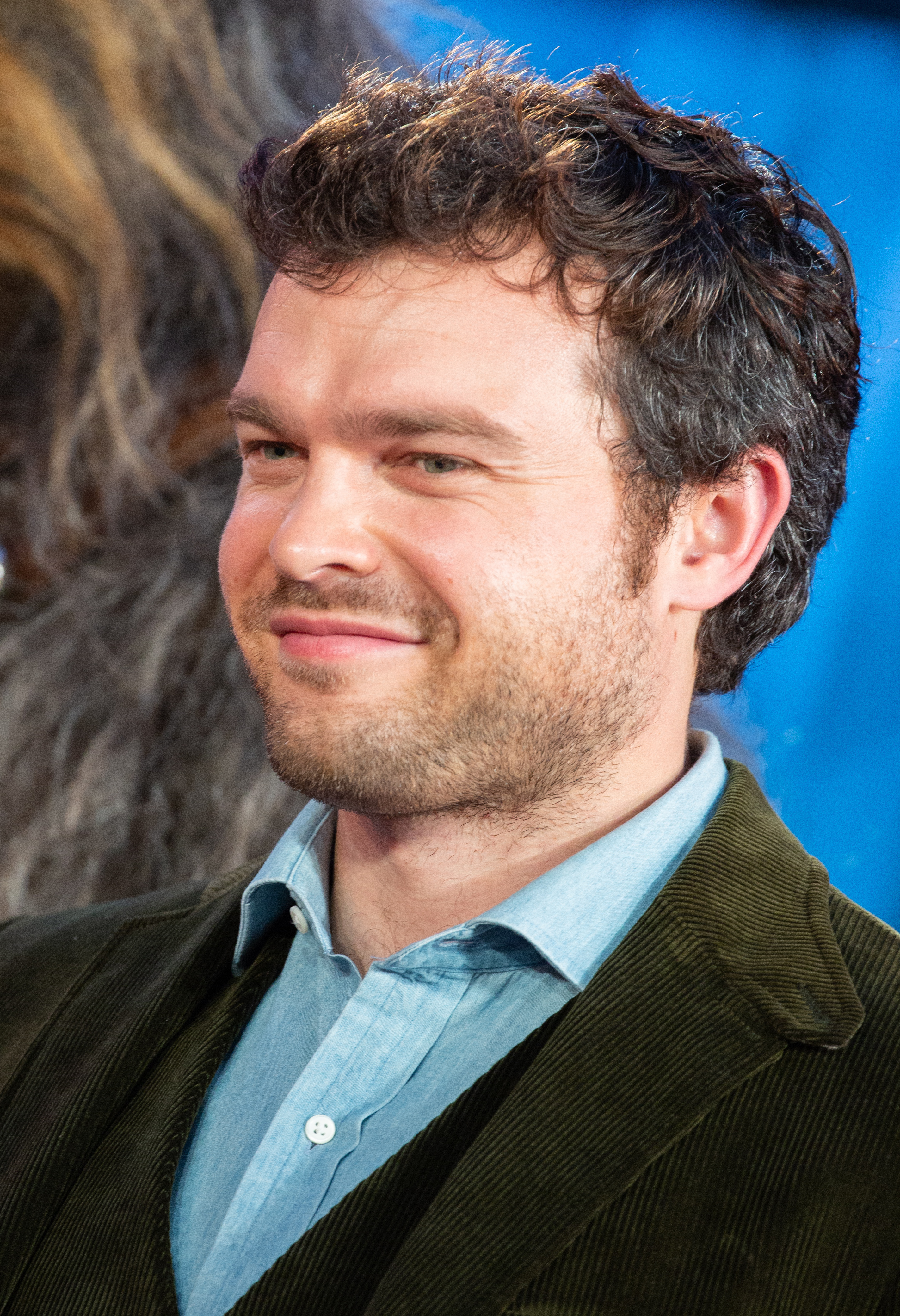
Alden Ehrenreich è stato scelto nel ruolo del protagonista di Han Solo tra più di 3000 attori

### Cast
Nel dicembre 2015 The Hollywood Reporter riporta che la Disney e la Lucasfilm erano alla ricerca dell'interprete di Han Solo, con oltre duemila attori interessati alla parte. Nel gennaio 2016 Variety riporta che la produzione aveva ristretto la rosa dei candidati a una decina di nomi, tra cui Miles Teller, Ansel Elgort, Dave Franco, Jack Reynor, Scott Eastwood, Logan Lerman, Emory Cohen, Blake Jenner e Anthony Ingruber, famoso oltre che per le imitazioni di vari personaggi di Harrison Ford, anche per l'interpretazione della versione giovanile dello stesso Ford nel film Adaline - L'eterna giovinezza. Proprio per questo, come riferito da Jon Kasdan, a Ingruber era stata riservata un'attenzione speciale perché amato dai fan. Nel marzo 2016 i tre candidati finali erano Alden Ehrenreich, Reynor e Taron Egerton, e nel maggio seguente Deadline.com riporta Ehrenreich come favorito per il ruolo. Il 17 luglio 2016 Ehrenreich viene confermato ufficialmente nel ruolo del protagonista partecipando alla Star Wars Celebration Europe III. Miles Miller ha descritto il processo di casting come "una delle sfide più difficili mai affrontate", affermando di aver incontrato oltre tremila attori candidati per la parte. Il 24 luglio New York Daily News riporta che Ehrenreich ha firmato un contratto per tre film.
Nell'agosto 2016 viene riportato che la Lucasfilm era alla ricerca di un attore per interpretare un giovane Lando Calrissian, e che Donald Glover era il favorito per il ruolo. Per la parte di Lando furono anche presi in considerazione Yahya Abdul-Mateen II e O'Shea Jackson Jr. Nell'ottobre seguente viene riportato che Tessa Thompson, Naomi Scott, Zoë Kravitz, Emilia Clarke, Kiersey Clemons, Jessica Henwick e Adria Arjona erano in lizza per il ruolo della protagonista femminile del film, e Glover viene confermato nel ruolo di Lando Calrissian. Il mese seguente la Clarke viene confermata come protagonista femminile. Nel gennaio 2017 Woody Harrelson entra nel cast nel ruolo del mentore di Han Solo. Nel febbraio 2017 viene riportato che Phoebe Waller-Bridge era in trattative per un ruolo non specificato. Nello stesso mese entra in trattative per partecipare al film anche Thandie Newton. Nel febbraio seguente vengono confermati gli ingressi nel cast di Waller-Bridge e Newton, oltre al ritorno di Joonas Suotamo nei panni di Chewbecca. Nel marzo 2017 entrano nel cast Michael K. Williams e Ian Kenny in ruoli non specificati. Michael K. Williams sarebbe dovuto apparire nel film, ma la sua parte è stata tagliata a causa di impegni lavorativi che gli impedirono di partecipare alle riprese aggiuntive del film.

### Riprese

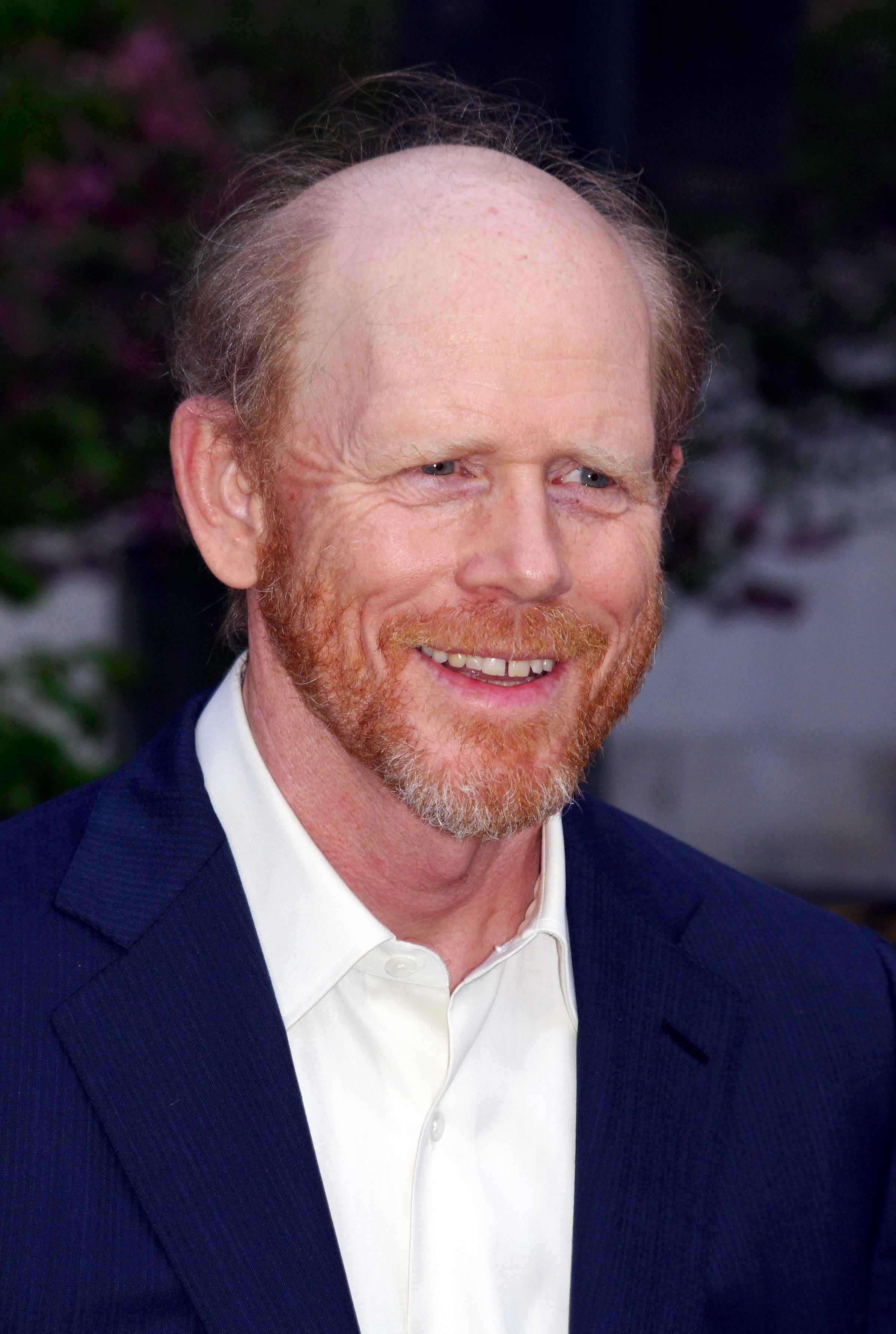
Ron Howard ha assunto la regia a metà della produzione, rigirando parte del film

La lavorazione del film inizia il 30 gennaio 2017 ai Pinewood Studios di Londra, con il titolo di lavorazione Star Wars: Red Cup. Bradford Young è il direttore della fotografia. Il 21 febbraio 2017 Disney e Lucasfilm annunciano ufficialmente l'inizio delle riprese e pubblicano la prima foto del cast principale riunito sul set. Nel maggio 2017 le riprese si spostano in Italia: tra le location il lago d'Antorno, il monte Piana, le tre Cime di Lavaredo, il paese di Misurina e le Dolomiti di Fassa in Trentino. Nello stesso mese le riprese si spostano a Fuerteventura, nelle isole Canarie, e la Lucasfilm sostituisce il montatore scelto inizialmente, Chris Dickens, con Pietro Scalia. Inoltre viene riportato che la Lucasfilm aveva assunto un acting coach per Ehrenreich, poiché non erano soddisfatti della sua performance. Per le riprese all'interno del Millennium Falcon, per evitare di far lievitare di molto il budget, è stato utilizzato lo stesso set di quello de Il risveglio della Forza con le dovute modifiche per rinnovare gli interni dell'astronave.
Il 20 giugno 2017 viene annunciato che Lord e Miller avevano lasciato la produzione del film per "divergenze creative" con la Lucasfilm, la quale annuncia che un nuovo regista sarebbe stato scelto nell'immediato futuro. Variety e The Hollywood Reporter riportano che il duo era stato licenziato dopo mesi di attrito con la produzione, in particolare con Kennedy e Lawrence Kasdan, che non approvavano il loro metodo di lavorazione e il loro approccio al personaggio di Han Solo. Secondo quanto riportato da The Hollywood Reporter, Lord e Miller avrebbero permesso agli attori di improvvisare molto sul set, allontanandosi dalla storia scritta dai Kasdan. Per andare incontro a Lawrence Kasdan, che voleva che i dialoghi della sceneggiatura fossero rispettati "parola per parola", Lord e Miller giravano numerosi take seguendo la sceneggiatura, per poi girare nuovamente la stessa scena in modo più libero. La Lucasfilm sarebbe stata inoltre insoddisfatta dai pochi angoli di ripresa utilizzati dai registi, diminuendo così le opzioni disponibili in sala di montaggio. Per andare incontro ai registi, la Lucasfilm propose loro di essere affiancati dallo stesso Kasdan in qualità di "regista ombra", in modo simile a quanto fatto da Tony Gilroy in Rogue One: A Star Wars Story, ma Lord e Miller rifiutarono, portando così alla rottura del rapporto lavorativo. La decisione di licenziare Lord e Miller viene prese durante una breve pausa nella lavorazione presa per visionare il materiale girato.
Phil Lord e Chris Miller hanno commentato la separazione da Lucasfilm:
(Lord e Miller)
Nei giorni successivi al licenziamento di Lord e Miller viene riportato che Ron Howard e Joe Johnston figuravano tra i registi presi in considerazione dalla Lucasfilm come sostituti. Il 22 giugno 2017 viene annunciato che Howard avrebbe sostituito Lord e Miller alla regia del film per le restanti tre settimane di riprese e per cinque settimane di riprese aggiuntive per rigirare parte del film. Nell'agosto 2017 Williams rivela che la sua parte era stata tagliata dal film a causa dei suoi impegni sul set del film The Red Sea Diving Resort e della serie televisiva Hap and Leonard, che gli impedirono di partecipare alle riprese aggiuntive. Williams spiega che le riprese aggiuntive avrebbero dovuto "correggere alcuni problemi con il mio personaggio in modo da accontentare la nuova direzione voluta dai produttori e da Howard" e che sarebbe stato disponibile sul set solo dopo novembre 2017, ma poiché i produttori non potevano permettersi di aspettare così a lungo, rischiando di dover rinviare l'uscita del film, decisero di eliminare del tutto il personaggio. Nel settembre 2017 Howard annuncia la presenza nel cast di Paul Bettany. Donald Glover ha elogiato la regia di Howard, in particolare il modo in cui lo ha diretto durante le riprese di una scena specifica che coinvolgeva il Millennium Falcon. Howard infatti ha voluto seguire con la ripresa il personaggio di Lando mentre entrava direttamente all'interno dell'iconica astronave. Questo passaggio dall'esterno all'interno senza soluzione di continuità, a detta dell'attore, non è mai stato visto nella saga.
George Lucas, creatore della saga, fece visita al suo amico Ron Howard sul set e gli dispensò qualche consiglio. I precedenti registi Phil Lord e Christopher Miller hanno dichiarato quali idee sono rimaste parte integrante della pellicola, anche dopo la loro uscita dal progetto: la scena iniziale, il droide L3-37, l'incontro inusuale tra Han e Chewbe, Lady Proxima e la creazione di Fort Ypso. Jon Kasdan ha rivelato che avrebbe voluto inserire nella pellicola anche Boba Fett, ma il personaggio era considerato off-limits perché era previsto in altri progetti. Durante le riprese sono stati utilizzati dei grandi schermi LED come componenti del set sia per ricreare l'iperspazio da fuori della cabina di pilotaggio, sia nella sequenza della rapina al treno. Un anno più tardi questa tecnologia, ideata ai tempi della realizzazione di Rogue One e denominata StageCraft o The Volume, è stata ampiamente usata per la prima volta con dei LED a 360° sull'intero set della serie TV The Mandalorian. Il 17 ottobre 2017 Howard annuncia la fine delle riprese e il titolo ufficiale del film, mentre la post-produzione è terminata il 22 aprile 2018.

## Colonna sonora
Nel luglio 2017 viene annunciato che John Powell avrebbe composto le musiche del film, mentre il 30 dicembre dello stesso anno viene annunciato che John Williams avrebbe composto il tema principale del film.

### Tracce
Il disco della colonna sonora è in vendita dal 25 maggio 2018 e contiene 20 tracce:
1. The Adventures of Han (composta e diretta da John Williams)
2. Meet Han
3. Corellia Chase
4. Spaceport
5. Flying With Chewbe
6. Train Heist
7. Marauders Arrive
8. Chicken in the Pot
9. Is This Seat Taken?
10. L3 & Millennium Falcon
11. Lando’s Closet
12. Mine Mission
13. Break Out
14. The Good Guy
15. Reminiscence Therapy
16. Into the Maw
17. Savareen Stand-off
18. Good Thing You Were Listening
19. Testing Allegiance
20. Dice & Roll

## Promozione
Il primo teaser trailer del film è stato diffuso il 4 febbraio 2018 durante il 52º Super Bowl. Un secondo trailer è stato diffuso il 9 aprile durante una puntata di American Idol.

## Distribuzione

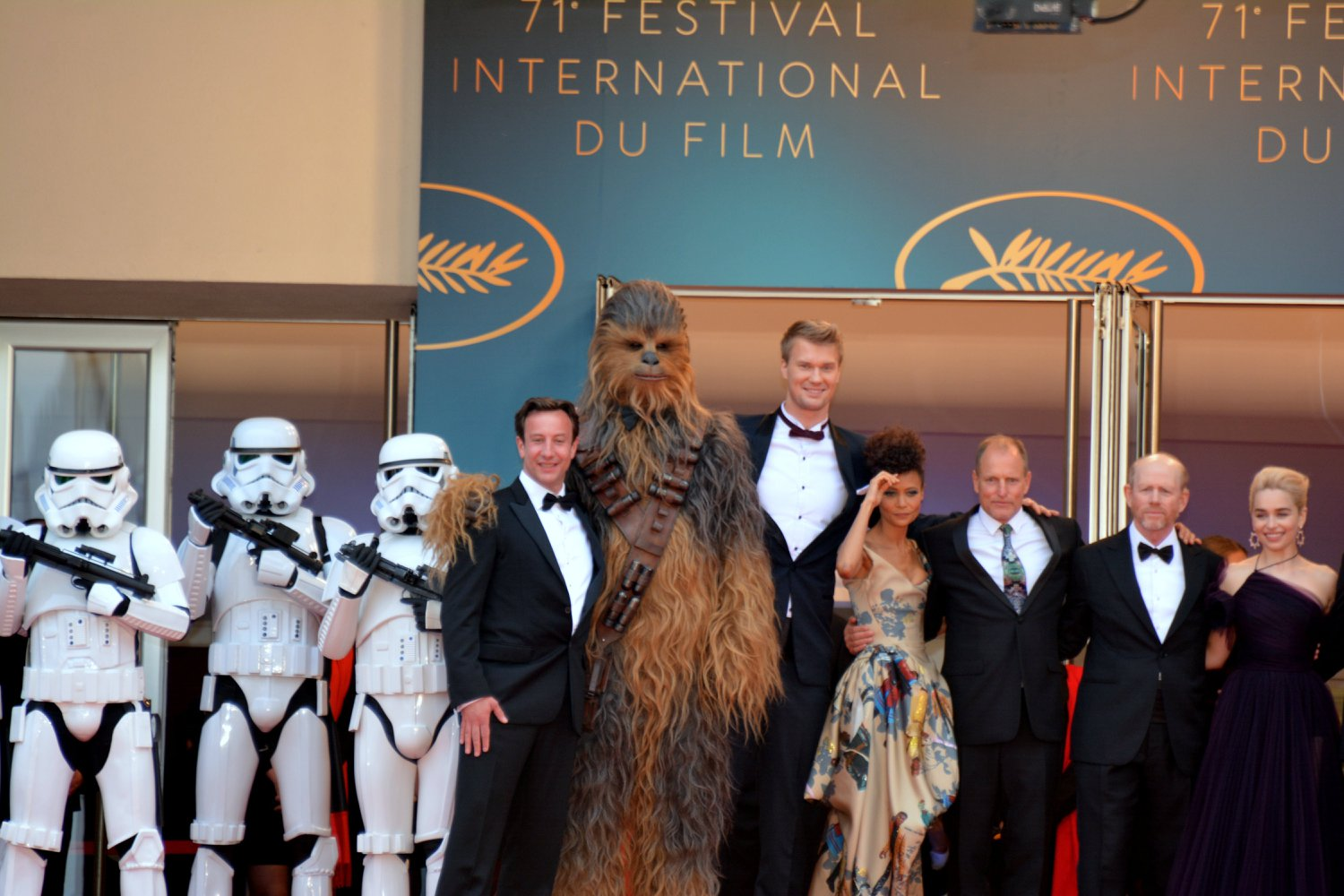
Il cast alla presentazione del film al Festival di Cannes 2018

### Data di uscita
Il film è stato presentato il 10 maggio 2018 a Los Angeles, e proiettato fuori concorso al Festival di Cannes 2018 il 15 maggio.
La pellicola è stata distribuita nelle sale cinematografiche statunitensi dal 25 maggio 2018 e in Italia dal 23 maggio, anche in 3D e in formato IMAX.

### Edizione italiana
La direzione del doppiaggio e i dialoghi italiani sono stati curati da Carlo Cosolo, per conto della Dubbing Brothers Int. Italia.

## Accoglienza

### Incassi
Solo: A Star Wars Story ha incassato 213767512 $ in Nord America e 179157295 $ nel resto del mondo, per un totale di 392924807 $, a fronte di un budget di produzione di $275 milioni.
Globalmente il film ha esordito con 147,5 milioni di dollari nei primi cinque giorni di programmazione; inoltre è il ventiquattresimo maggior incasso mondiale del 2018 e il dodicesimo maggior incasso nel Nord America del 2018. Il film si è rivelato un flop economico e ha portato a una perdita di circa $100 milioni.

#### Nord America
Alle anteprime del giovedì sera in Nord America il film ha incassato 14,1 milioni di dollari, battendo il record per le migliori anteprime nel fine settimana del Memorial Day, detenuto in precedenza da Pirati dei Caraibi - Ai confini del mondo ($13,2 milioni). Nel primo giorno di programmazione ha incassato $35,4 milioni in 4.381 sale cinematografiche. Nel fine settimana d'esordio ottiene il primo posto al botteghino incassando $84,4 milioni. Nel secondo fine settimana ha incassato $29,4 milioni, con un calo del 65,2% rispetto al precedente fine settimana, ma restando comunque al primo posto. Nel terzo fine settimana scende al secondo posto incassando $15,7 milioni.

#### Internazionale
Nel primo fine settimana di programmazione il film ha incassato, nel resto del mondo, 63,1 milioni di dollari. Al 27 maggio 2018 i mercati maggiori erano Cina ($9,9 milioni), Regno Unito ($8,1 milioni), Australia ($5 milioni), Germania ($4,3 milioni) e Francia ($4 milioni).

### Critica
Sull'aggregatore di recensioni Rotten Tomatoes il film ottiene il 69% delle recensioni professionali positive, con un voto medio di 6,5 su 10 basato su 487 critiche; il consenso critico del sito recita: "Un'avventura spaziale imperfetta ma divertente e frenetica, Solo: A Star Wars Story dovrebbe soddisfare i nuovi arrivati nella saga così come i fan di lunga data che controllano le loro aspettative all'ingresso del cinema". Su Metacritic ha un punteggio di 62 su 100 basato su 54 recensioni.
Peter Travers di Rolling Stone ha elogiato il cast, in modo particolare Ehrenreich, ma ha criticato la mancanza di creatività specificando che il film non arriva mai a raggiungere un certo livello di pathos necessario per la saga. Bernard Boo di PopMatters ha commentato: "Se quello che volete da un film di Star Wars è una tipica e genuina avventura, siete nel posto giusto. Alcune sequenze d'azione lasciano davvero a bocca aperta e vi terranno incollati alle poltrone".
Particolare elogio è stato rivolto alla performance di Glover nei panni di Lando Calrissian. USA Today ha affermato che il Calrissian di Glover "ha eclissato e surclassato" il personaggio di Solo. Il New York Post ha scritto che "Ehrenreich ha raggiunto un obiettivo impossibile: farci dimenticare per un attimo Harrison Ford, sicuramente l'icona di eroe d'azione più famoso del cinema moderno". Il New York Times ha scritto: "Il film non va mai preso troppo sul serio, ma è comunque irriverente, anarchico e spericolato".

## Riconoscimenti
- 2019 – Premio Oscar[3]
  - Candidatura ai migliori effetti speciali a Rob Bredow, Patrick Tubach, Neal Scanlan e Dominic Tuohy
- 2018 – E! People's Choice Awards[125]
  - Candidatura al film preferito dal pubblico
  - Candidatura al film d'azione preferito dal pubblico
  - Candidatura alla star d'azione preferita dal pubblico a Donald Glover
- 2019 – Nickelodeon Kids' Choice Awards[126]
  - Candidatura al picchiatore preferito dal pubblico a Emilia Clarke
- 2019 – Saturn Award[127]
  - Candidatura al miglior film di fantascienza

## Altri media
Nel settembre 2018 è uscito il romanzo della pellicola scritto da Mur Lafferty, Solo: A Star Wars Story: Expanded Edition, pubblicato da Del Rey Books. Esso include scene aggiuntive allo sviluppo del film come Qi'ra che viene riportata da Lady Proxima ed Enfys Nest che consegna il coassio a Saw Gerrera accompagnato da una piccola Jyn Erso.

## Star Wars Anthology
Il primo film della serie Star Wars Anthology è stato Rogue One: A Star Wars Story, uscito nel 2016. Nel giugno 2018 Collider ha affermato che tutti i futuri film Anthology erano stati sospesi a causa della deludente performance finanziaria di Solo. La Lucasfilm ha smentito le voci definendole "inesatte" e ha confermato che c'erano diversi film non annunciati in fase di sviluppo. La miniserie Obi-Wan Kenobi originariamente sarebbe dovuta diventare il terzo film, ma è stata trasformata in una serie per la piattaforma Disney+ a causa delle scarse prestazioni di Solo. Bob Iger ha affermato che la produzione dei nuovi film sarebbe stata interrotta dopo Star Wars - L'ascesa di Skywalker del 2019.